# Nová mešita (Istanbul)
Nová mešita (turecky Yeni Camii) je osmanská imperiální mešita na náměstí Eminönü v Istanbulu. Dříve se stavba nazývala Valide Sultan Camii (mešita Valide Sultan) a později Yeni Valide Sultan Camii (nová mešita Valide Sultan), když byla v roce 1660 a 1665 rekonstruována. Mešita se nachází na Zlatém rohu, na jižním konci Galatského mostu a je jednou z nejvíce populárních architektonických pamětihodností v Istanbulu.

## Historie

### Mešita Valide Sultan
Stavba mešity začala v roce 1597 na příkaz Safiyi Sultan, která byla manželkou sultána Murada III. a pozdější Valide Sultan (matka královna) za vlády sultána Mehmeda III. Mešitu přikázala vystavět až jako Valide Sultan, přesně dva roky poté, co její syn Mehmed nastoupil v roce 1595 na trůn. Dostat měla obyčejné jméno, mešita Valide Sultan.
Původně byl architektem jmenován Davut Ağa, učedník Mimara Sinana. Davut však v roce 1599 zemřel a byl nahrazen architektem Dalgıçem Ahmedem Çavuşem. Budování zabralo více než půl století a bylo dokončeno až další Valide sultánkou, Turhan Hatice Sultan, která byla matkou sultána Mehmeda IV.
Projekt brzdilo politické odloučení, lokace mešity a finanční náklady, které vyvolaly nesouhlas sultánova dvoru se stavbou. Městská část Eminönü bylo obchodním centrem města a byla domovem především židovské části populace. Tím, že mešita měla stát zde, chtěla Safiye Sultan docílit toho, aby se islám dostal do všech koutů města a židovským obyvatelům ukázala převládající moc. Díky tomu Safiye lehce získala jejich majetky a pozemky. Stavba však byla velmi nákladná, a to přineslo vlnu kritiky. Díky podpoře janičářů narůstá sultánčina moc a později sama uznala, že pokračování ve výstavbě nemá smysl a do smrti svého syna v roce 1603 neposílala na stavbu peníze. Nový sultán Ahmed I. neměl o stavbu také zájem a zajímal se spíše o svůj harém. Výstavba tedy byla pozastavena.

### Nová mešita Valide Sultan
Po roce 1603 upadla konstrukce v zapomnění a stavba chátrala. Během velkého požáru v Istanbulu v roce 1660 poté zanikla úplně. Požár začal 24. července a trval více než 2 dny (cca 49 hodin podle kronikáře Abdiho Paši) a spolu s rozestavěnou mešitou zničil i celé její okolí. Později toho roku dvorní architekt Mustafa Ağa usoudil, že by Turhan Hatice Sultan, matka sultána Mehmeda IV., mohla stavbu dokončit a místo by připomínalo ničivý požár. Při této příležitosti nechala sultánka opravit i Egyptský bazar (Mısır Çarşısı), který je dnes součástí pozemků přilehlých k mešitě. V posledních měsících roku 1660 byla stavba obnovena a o pár let později konečně dokončena.

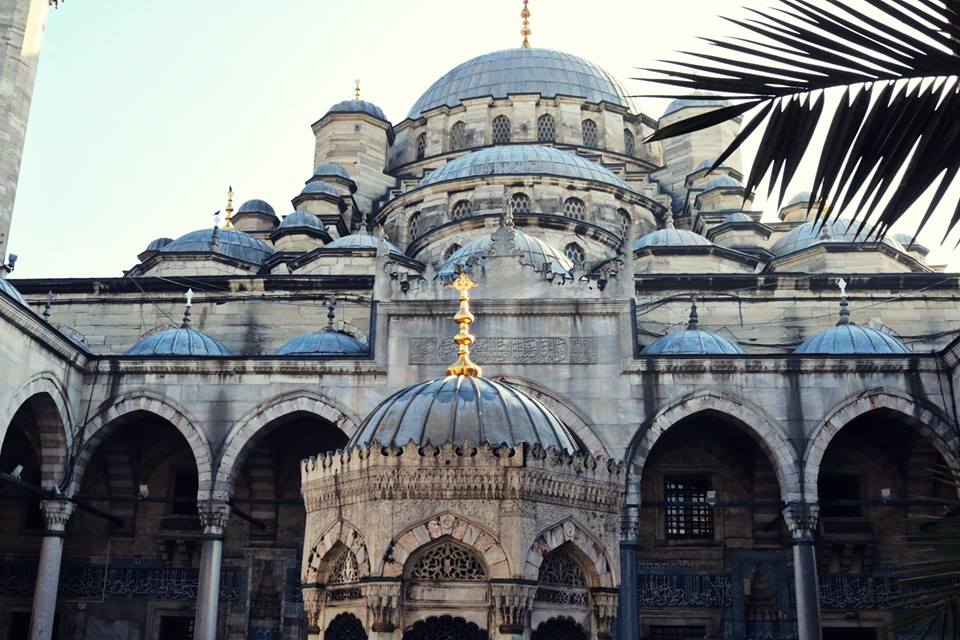
Nádvoří Nové mešity

Dokončena byla v roce 1663 a inaugurována v roce 1665. Mešita dostala prosté jméno nová mešita Valide Sultan. Časem byla mešita nazvána pouze jako nová mešita.

## Architektura

### Exteriér
Exteriér mešity je složen z 66 dómů a menších dómů do stylu pyramidy a kolem mešity jsou dva minarety. Hlavní dóm je 36 metrů vysoký a podepřen sedmi menšími dómy. Celý vzhled mešity je inspirován dřívější Princovou mešitou, kterou vystavěl Mimar Sinan a mešitou sultána Ahmeda, kterou vystavěl Sedefkar Mehmed Aga.

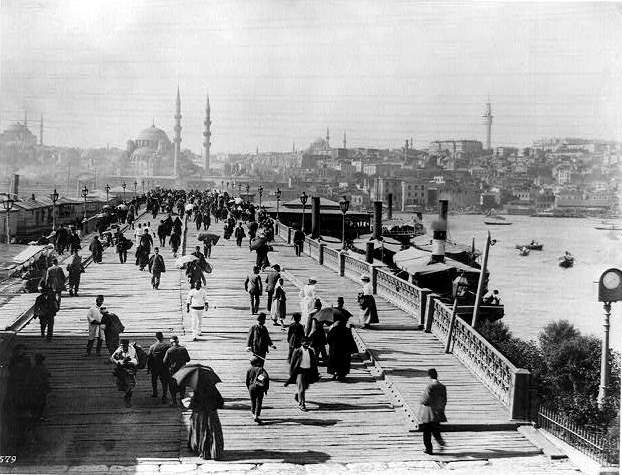
Fotografie Nové mešity z konce 19. století pohledem z Galatského mostu

Stejně jako ostatní mešity postavené osmanskou dynastií se na její západní straně nachází monumentální nádvoří (avlu). Nádvoří je 39 metrů dlouhé a nachází se na něm kolonáda z 24 malých dómů. Elegantní şadırvan (fontána pro rituální očistu) stojí v centru a je jen ornamentem. Dnes se rituály vykonávají u vodních kohoutků u jižní zdi mešity. Fasáda mešity je pod verandou dekorována iznickými obklady. Kamenné bloky použité k výstavbě pocházejí z ostrova Rhodos.

### Interiér
Interiér mešity je čtvercový a na každé straně měří 41 metrů. Hlavní areál je podstaven čtyřmi pilíři a slouží jako hlavní opora celé stavby. Po stranách a v zadní části hlavního areálu jsou kolonády z úzkých mramorových sloupů v různých stylech. Dóm je 17,5 metrů široký a 36 metrů vysoký. Jako u spousty ostatních osmanských mešit je tato mešita v rozích podepřena čtyřmi pilíři a na nich jsou kaligraficky napsány jména prvních čtyř chálífů – Abú Bakr, Umar, Uthmán a Alí. Prostor interiéru je skládán z menších dómů na východní a západní ose budovy, s menšími dómy na každém rohu a dalšími malými dómy rohů galerií.
Severovýchodní roh galerie je pozlacený a za ním se modlili členové osmanské dynastie. Tento roh je napojen na dlouhý vyvýšený průchod do sultánského pavilonu na severovýchodním rohu komplexu.

### Komplex

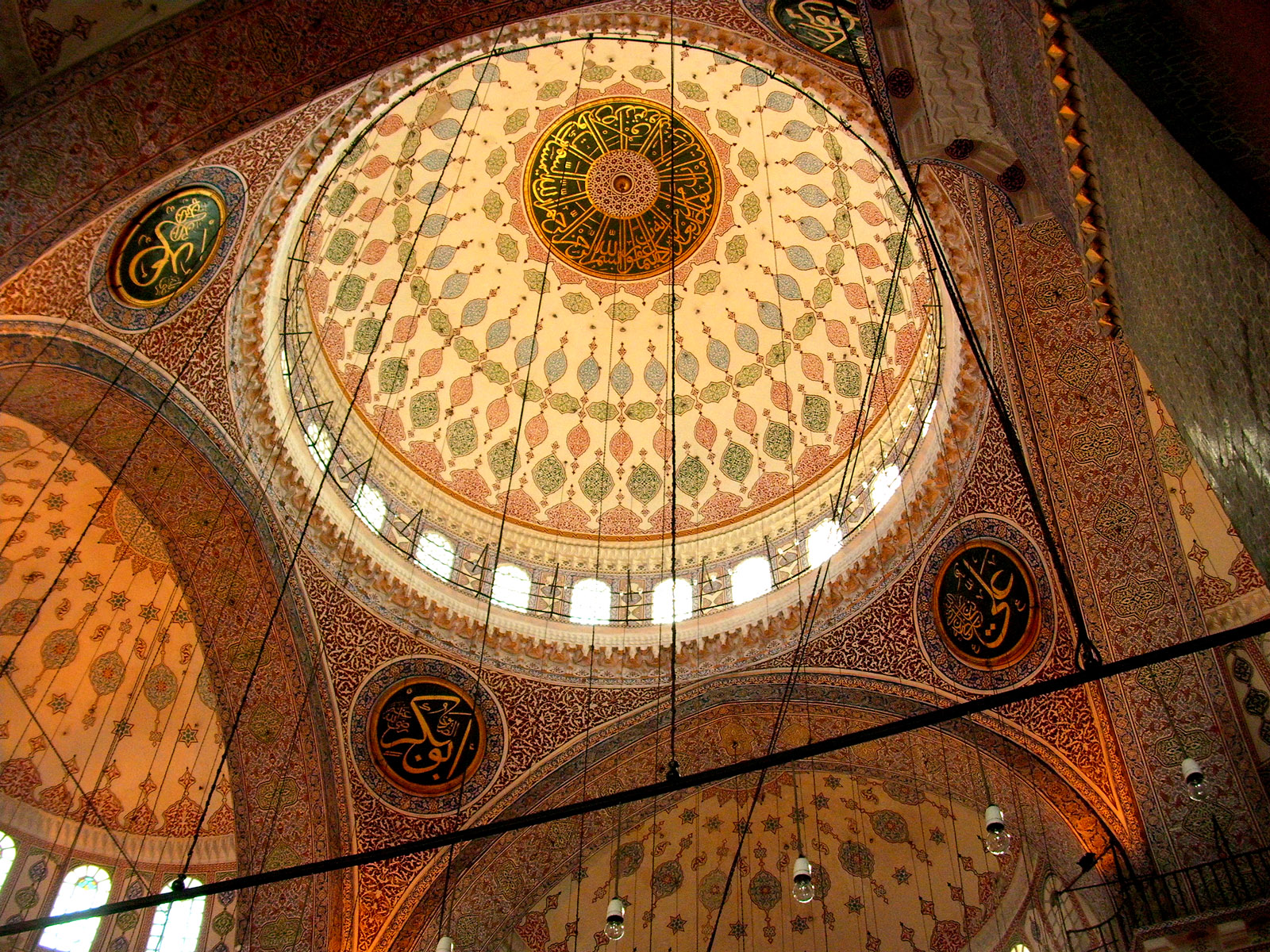
Interiér Nové mešity

Jako ostatní mešity v Istanbulu byla tato mešita projektovaná tak, aby mohla sloužit jako pro náboženské, tak pro kulturní potřeby. Původně se v tomto komplexu nacházela nejen mešita, ale i nemocnice, základní škola a menší palác.
Náměstí ve tvaru L se zachovalo dodnes pod názvem Egyptský bazar (Mısır Çarşısı), který je istanbulskou turistickou atrakcí.
Probíhající restaurování a údržbu má na starosti Turecké generální ředitelství památek.
- Hrobka Turhan Sultan – zde se nachází hrob Valide sultánky Turhan Hatice Sultan a jejího syna Mehmeda IV.